# 公益法人
日本法における公益法人（こうえきほうじん）とは、公益を目的とした公益事業を行う法人。一般には公益社団法人及び公益財団法人の認定等に関する法律（公益法人認定法）により公益性の事業を実施しているかの審査認定を受ける（公益法人認定法2条3号）。

## 概要
公益法人は公益法人認定法により公益性の認定を受けた一般社団法人や一般財団法人をいう（公益法人認定法2条3号）。公益性の認定を受けた一般社団法人を公益社団法人（公益法人認定法2条1号）、公益性の認定を受けた一般財団法人を公益財団法人という（公益法人認定法2条2号）。
従来、日本では1898年（明治31年）に施行された民法によって公益法人など民間の非営利部門での公益的活動を担う法主体が規律されていた。改正前の民法では法人を公益法人（改正前民法34条）と営利法人（改正前民法35条）に分け、営利法人については主に商法（のちに会社法）で規律され許可を要することなく設立できるとされていたのに対し、公益法人については民法で設立に主務官庁の許可が必要とされていた。改正前の民法34条の規定では「祭祀、宗教、慈善、学術、技芸其他公益ニ関スル社団又ハ財団ニシテ営利ヲ目的トセサルモノハ主務官庁ノ許可ヲ得テ之ヲ法人ト為スコトヲ得」とされ、具体的には、この規定に直接基づき設立を許可された社団法人及び財団法人を公益法人と呼んだ。また後記の広義の公益法人（特別法公益法人を含む。）と区別する際には、民法に直接基づくため民法法人とも呼ばれた。
しかし、民法で採用されていた許可主義は法人設立が簡便ではないことや、公益性の判断基準も不明確であったことから、社会的需要に適合しなくなっていると指摘されていた。
公益法人制度改革により、2008年（平成20年）12月1日に公益法人制度改革3法（一般社団法人及び一般財団法人に関する法律、公益社団法人及び公益財団法人の認定等に関する法律、一般社団法人及び一般財団法人に関する法律及び公益社団法人及び公益財団法人の認定等に関する法律の施行に伴う関係法律の整備等に関する法律）が施行された。
一般社団法人及び一般財団法人に関する法律（一般社団・財団法人法）が施行されたことにより、公益目的でなくても、非営利目的（構成員に対し利益の分配を行わない）であれば、簡易に準則主義に従い一般社団法人や一般財団法人を設立できるようになった。さらに一般社団・財団法人法により設立された一般社団法人または一般財団法人のうち、公益法人認定法による公益性の認定を受けたものは、それぞれ公益社団法人または公益財団法人として税制上の優遇措置を受けることができる。公益法人は公益社団法人と公益財団法人をまとめて言う場合の呼称である。
2008年（平成20年）12月1日から2013年（平成25年）11月30日の5年間は新制度への移行のための暫定期間として、明治以来2008年（平成20年）11月30日までに公益法人として設立された法人も特例民法法人と呼ばれる形態が認められていた。
なお「公益法人等」と「特例民法法人」の検索は「国・都道府県公式公益法人行政総合情報サイト」である「公益法人information」から行える。
これらの他に、制度改革以前も以後も、広義のものとして、公益法人として主要なものとして各種の特別法に基づき設立された社会福祉法人、学校法人、医療法人、宗教法人、特定非営利活動法人（通称NPO法人）、更生保護事業法による更生保護法人などの法人も公益法人と呼ばれている。
この項目では特別の断りのない限り公益法人認定法における「公益法人」について記述する。

## 公益性の認定

### 従来の公益法人との違い
新制度においては、従来の主務官庁制による許可制とは異なり、新たに公益社団法人及び公益財団法人の認定等に関する法律（公益法人認定法）に基づき公益法人の所管が内閣総理大臣又は都道府県知事に振り分けられる。実際の審査と監督の権限は、民間人合議制機関が有し、国では内閣府公益認定等委員会がこれに当たる。都道府県における合議制機関の名称はさまざまである。振り分けの基準は、2つ以上の都道府県（海外を含む）において公益目的事業を行う旨を定款で定めているか事務所を設置している、政令で定められる国の事務または事業と密接な関連を有する公益目的事業を行うのいずれかの場合は、内閣総理大臣の所管となる。それ以外は、事務所の所在する都道府県の知事（都道府県）の所管となる。
公益法人認定法は公益法人の公益目的事業の定義を、学術、技芸、慈善その他の公益に関する別表23種の事業各号に掲げる種類の事業であって、不特定かつ多数の者の利益の増進に寄与するものとしている。
認定の条件はいくつかあり、主たる目的とするこれらの公益目的事業の費用の比率を50%以上とし、その事業を行うに必要な経理的基礎および技術的能力を持つこと、理事や社員から雇用される者に至るすべての関係者に特別の利益を与えないことなどがある。
なお、公益目的事業については、公益法人認定法第5条第6号及び第14条の定め（公益目的事業の収入）から、「赤字事業でなければ認定されない」という誤解があるが、必ず（経常収益）－（経常費用）がマイナスでなければならないということはなく、赤字事業でなければ認定されないという認識は誤りである。
税制に関しては、従前の公益法人は単純な収益事業課税のもとにあったが、新制度における公益法人は収益事業課税であるものの、公益目的事業として認定された事業は収益事業から除外される。法人内部でのいわゆるみなし寄附についても、従前は上限が（税法上の）収益事業の利益の20%までであったが、新公益法人については（認定法上の）収益事業等（公益目的事業でない事業の意）に分類される（税法上の）収益事業の利益の100%まで可能となった。また、寄附者についても、従前の公益法人のうち特定公益増進法人に認定されたものは約900しかなかったが、新制度においては公益認定を受けたものはすべて自動的に特定公益増進法人となるため、すべての公益法人についてその公益目的事業に対して寄附を行う個人は所得税に関し控除が受けられ、法人は法人税に関し一般の寄附金とは別枠で損金の額に算入することができる。
公益法人の活動の状況、行政がとった措置などや調査とその分析結果をデータベースとして整備し、国民にインターネットその他のe-Japanなどと呼ばれる高度情報通信ネットワークを通じて迅速に情報を提供するに必要な措置を講ずるものとする。

### 公益法人とその他の一般社団法人・一般財団法人の違い
公益法人（公益社団法人および公益財団法人）とその他の一般社団法人・一般財団法人の違いにはつぎのような事が挙げられる。
準則主義に従い登記により法人格を取得した一般社団法人または一般財団法人のうち、公益目的事業の費用の比率が全体の50%以上である等の認定要件を満たした法人が認定申請すれば、所管の国や都道府県の民間人合議制機関の答申を経て行政庁により認定され公益社団法人または公益財団法人となることができる。公益法人（公益社団法人・公益財団法人）となっても一般法人（一般社団法人・一般財団法人）に係わる法令遵守が変わるものではなく、法人格としては一般社団法人・一般財団法人であり、一般社団・財団法人法の他に公益法人認定法に従うこととなる。公益法人に移行する法人がある一方、公益認定を受けず一般社団法人・一般財団法人に移行するものを通常の一般社団法人・一般財団法人ということがある。
通常の一般社団法人・一般財団法人のうち、法人税法上の「非営利型法人」の要件を満たす法人は収益事業課税、それ以外の法人は全所得課税であるのに対して、公益法人は収益事業課税で、なおかつ外形的に収益事業に該当していても公益目的事業として認定されたものは収益事業から除外され非課税となる。寄附者については、公益法人が公益目的事業に対して受けた寄附については、寄附を行った個人や法人には税制上の優遇措置（「従来の公益法人との違い」の項参照）が講じられる。また、「みなし寄附金」と呼ばれる、その公益法人内部で「収益事業等」の利益の100%まで非課税の公益目的事業へ寄附をする処理ができる。これに対して、通常の一般社団法人や一般財団法人には「みなし寄附」は認められず、また寄附を行う個人や法人への税制優遇措置もない。金融資産の配当や利子等については、公益社団法人・公益財団法人には所得税や道府県民税利子割の源泉徴収はない（ただし公社債の利子については、所定の申告書を取扱金融機関へ提出した場合に限り非課税となる。所得税法11条3項、租税特別措置法第3条の3第6項を参照）が、通常の一般社団法人・一般財団法人については、非営利型の場合もそれ以外の場合も源泉徴収の対象となる。

### 諸国の制度
- アメリカ合衆国には外国支援法（英語版）に基づいて設立され、国務省の大臣直轄機関として国際援助活動を行うUSAIDが存在したが、2025年に不適切な活動が発覚して解散した。
- イギリスには、政府監視機関なども含まれる非省庁公共団体非政府公共団体（英語版）が存在し、国家予算の4分の1程度がそれらに充てられている。

## 省関連の主な公益法人等
各省や、各省の独立行政法人や国立研究開発法人が提携する主な公益法人、特例民法法人、公益社団・公益財団法人。複数の省や機関に跨って所管されている公益法人も存在する。
以下は、庁や地方自治体が所管する公益法人は含まない（警察庁の自動車安全運転センター等）

### 内閣府
内閣府が直接所管する公益法人は3,653法人存在する（2025年5月現在）。独立行政法人等を通して協力する法人は以下のとおり。

#### 北方領土問題対策協会
- 千島歯舞諸島居住者連盟
- 北方領土復帰期成同盟
- 日本青年会議所

#### 日本医療研究開発機構
- かずさDNA研究所

### 総務省

#### 情報通信研究機構
- 日本複製権センター

#### 郵便貯金簡易生命保険管理・郵便局ネットワーク支援機構
- 日本監査役協会
- 全国有料老人ホーム協会

### 法務省
- 日本司法支援センター
- 法務総合研究所
- 日本司法書士会連合会
- 日本土地家屋調査士会連合会
- 商事法務研究会
- 日弁連法務研究財団

### 外務省

#### 国際交流基金
- 日本図書館協会
- 日本監査役協会
- 国際文化会館
- 山本能楽堂

#### 国際協力機構
- 金融情報システムセンター
- 国際湖沼環境委員会
- 国際環境技術移転センター
- 海外子女教育振興財団
- 世界こども財団
- 国際農林業協働協会
- 青年海外協力協会
- 日本監査役協会
- 結核予防会
- 地球環境戦略研究機関
- 全国保育サービス協会
- 日本栄養・食糧学会
- 鉄道総合技術研究所

### 財務省

#### 造幣局
- 日本監査役協会
- 消費者関連専門家会議
- 日本医師会
- 精密工学会
- 日本監査役協会
- 日本産業衛生学会
- 日本プラントメンテナンス協会
- 日本分析化学会

#### 国立印刷局
- 日本監査役協会
- 日本複製権センタ－
- 日本プラントメンテナンス協会
- 愛世会

### 文部科学省

#### 国立青少年教育振興機構
- ガールスカウト日本連盟
- かすがい市民文化財団
- こども教育支援財団
- とつか区民活動支援協会
- 愛知県教育・スポーツ振興財団
- 育てる会
- 横浜市男女共同参画推進協会
- 学習情報研究センター
- 関西テレビ青少年育成事業団
- 金沢子ども科学財団
- 金津創作の森財団
- 埼玉県ひとり親福祉連合会
- 鯖江青年会議所
- 山本能楽堂
- 鹿屋青年会議所
- 実験動物中央研究所
- 修養団
- 新宿未来創造財団
- 須賀川青年会議所
- 青森県スポーツ協会　岩木青少年スポーツセンター
- 全国子ども会連合会
- 全国書美術振興会
- 大阪ユースホステル協会
- 大阪狭山市文化振興事業団
- 大阪自然環境保全協会
- 大野城市スポーツ協会
- 地球環境産業技術研究機構
- 中部科学技術センター
- 津市社会教育振興会
- 低温工学・超電導学会
- 鉄道弘済会　札幌南藻園
- 唐津市文化事業団
- 徳島県母子寡婦福祉連合会
- 奈良市生涯学習財団
- 日本キャンプ協会
- 日本科学技術振興財団
- 日本科学協会
- 日本建築家協会
- 福岡県青少年育成県民会議
- 兵庫県青少年本部
- 兵庫丹波の森協会
- 宝塚市文化財団
- 放送番組センター
- 枚方市スポーツ協会
- 名古屋YMCA
- 和光市文化振興公社

#### 大学入試センター
- 日本心理学会

#### 国立高等専門学校機構
- 土木学会
- 日本セラミックス協会
- 日本航海学会
- 日本金属学会
- 日本工学教育協会
- 日本設計工学会
- 精密工学会
- 原子力安全技術センター
- 日本無線協会

#### 科学技術振興機構
- 科学技術広報財団
- 科学技術国際交流センター
- 国立京都国際会館
- 全日本科学技術協会
- 大学コンソーシアム京都
- 日本化学会
- 日本監査役協会
- 日本工学アカデミー
- 日本消防協会
- 未来工学研究所

#### 日本学術振興会
- 服部植物研究所
- 日本薬理学会
- 日本補綴歯科学会
- 日本繁殖生物学会
- 日本動物学会
- 日本地球惑星科学連合
- 日本水産学会
- 日本植物学会
- 日本産業衛生学会
- 日本気象学会
- 日本化学会
- 日本メンデル協会
- 日本セラミックス協会
- 徳川黎明会
- 東洋文庫
- 東京都医学総合研究所
- 地盤工学会
- 地球環境戦略研究機関
- 実験動物中央研究所
- 山階鳥類研究所
- 遺伝学普及会所属　日本遺伝学会
- がん研究会

#### 量子科学技術研究開発機構
- 高輝度光科学研究センター
- 実験動物中央研究所
- 日本アイソトープ協会
- 日本科学技術振興財団
- 日本監査役協会
- 放射線影響協会

#### 物質・材料研究機構
- 応用物理学会
- 化学工学会
- 科学技術国際交流センター
- 高分子学会
- 低温工学・超電導学会
- 電気化学会
- 日本アイソトープ協会
- 日本セラミックス協会
- 日本化学会
- 日本金属学会
- 日本顕微鏡学会
- 日本工学アカデミー
- 日本材料学会
- 日本磁気学会
- 日本鋳造工学会
- 日本表面真空学会
- 日本複製権センター
- 発明協会
- 腐食防食学会

#### 防災科学技術研究所
- つくば科学万博記念財団
- 砂防学会
- 日本気象学会
- 日本雪氷学会
- 日本地震学会

#### 海洋研究開発機構
- ボイラ・クレーン安全協会
- 計測自動制御学会
- 航空輸送技術研究センター
- 高輝度光科学研究センター
- 土木学会
- 日本監査役協会
- 日本気象学会
- 日本工学アカデミー
- 日本作業環境測定協会
- 日本地震学会
- 物理探査学会
- 国際文化会館

#### 日本原子力研究開発機構
- 安全衛生技術試験協会
- 原子力安全技術センター
- 原子力安全研究協会
- 若狭湾エネルギー研究センター
- 日本化学会
- 日本技術士会
- 日本適合性認定協会
- 放射線影響協会

#### 日本スポーツ振興センター
- グローバルベースボールリーグ
- ジャパン・プロフェッショナル・バスケットボールリーグ
- マナーキッズプロジェクト
- ワールドマスターズゲームズ2021関西組織委員会
- 愛知・名古屋アジア競技大会組織委員会
- 健康・体力づくり事業財団
- 笹川スポーツ財団
- 全国乗馬倶楽部振興協会
- 全国大学体育連合
- 全日本アーチェリー連盟
- 全日本ゴルフ練習場連盟
- 全日本スキー連盟
- 全日本なぎなた連盟
- 全日本フルコンタクト空手道連盟
- 全日本ボウリング協会
- 全日本空手道連盟
- 全日本剣道連盟
- 全日本柔道連盟
- 全日本銃剣道連盟
- 全日本軟式野球連盟
- 東京オリンピック・パラリンピック競技大会組織委員会
- 東京都山岳連盟
- 日本アイスホッケー連盟
- 日本アドバタイザーズ協会
- 日本アメリカンフットボール協会
- 日本アンチ・ドーピング機構
- 日本ウエイトリフティング協会
- 日本エアロビック連盟
- 日本オリエンテーリング協会
- 日本オリンピック委員会
- 日本カーリング協会
- 日本カヌー連盟
- 日本ゲートボール連合
- 日本ゴルフ協会
- 日本コントラクトブリッジ連盟
- 日本サッカー協会
- 日本シェアリングネイチャー協会
- 日本スカッシュ協会
- 日本スケート連盟
- 日本スポーツクラブ協会
- 日本スポーツチャンバラ協会
- 日本スポーツ協会
- 日本スポーツ仲裁機構
- 日本セーリング連盟
- 日本ソフトテニス連盟
- 日本ソフトボール協会
- 日本ダーツ協会
- 日本ダンススポーツ連盟
- 日本チアリーディング協会
- 日本テニス協会
- 日本トライアスロン連合
- 日本パークゴルフ協会
- 日本バスケットボール協会
- 日本バドミントン協会
- 日本パブリックゴルフ協会
- 日本パラスポーツ協会
- 日本バレーボール協会
- 日本パワーリフティング協会
- 日本ハング・パラグライディング連盟
- 日本ハンドボール協会
- 日本フィットネス協会
- 日本フェンシング協会
- 日本プロサッカーリーグ
- 日本プロテニス協会
- 日本ペタンク・ブール連盟
- 日本ボールルームダンス連盟
- 日本ホッケー協会
- 日本ボディビル・フィットネス連盟
- 日本ボブスレー・リュージュ・スケルトン連盟
- 日本ライフセービング協会
- 日本ライフル射撃協会
- 日本ラグビーフットボール協会
- 日本レクリエーション協会
- 日本レスリング協会
- 日本ローイング協会
- 日本一輪車協会
- 日本学生陸上競技連合
- 日本滑空協会
- 日本近代五種協会
- 日本綱引連盟
- 日本山岳・スポーツクライミング協会
- 日本山岳ガイド協会
- 日本自転車競技連盟
- 日本女子プロサッカーリーグ
- 日本水泳連盟
- 日本相撲連盟
- 日本体操協会
- 日本卓球協会
- 日本馬術連盟
- 日本武術太極拳連盟
- 日本野球連盟
- 日本陸上競技連盟

#### 国立美術館
- 日本博物館協会

#### 日本芸術文化振興会
- アンサンブル神戸
- サントリー芸術財団
- ジェスク音楽文化振興会
- スターダンサーズ・バレエ団
- ニッセイ文化振興財団
- 井上バレエ団
- 映像文化製作者連盟
- 角川文化振興財団
- 観世九皐会
- 関西フィルハーモニー管弦楽団
- 関西二期会
- 教育演劇研究協会
- 現代人形劇センター
- 五島美術館
- 江戸糸あやつり人形結城座
- 札幌市芸術文化財団
- 山本能楽堂
- 十四世六平太記念財団
- 上方落語協会
- 新日本フィルハーモニー交響楽団
- 大学コンソーシアム京都
- 大阪フィルハーモニー協会
- 大阪交響楽団
- 大阪市音楽団
- 大槻能楽堂
- 淡路人形協会
- 東京オペラシティ文化財団
- 東京シティ・バレエ団
- 東京フィルハーモニー交響楽団
- 東京交響楽団
- 東京二期会
- 読売日本交響楽団
- 日本オペラ振興会
- 日本センチュリー交響楽団
- 日本フィルハーモニー交響楽団
- 日本奇術協会
- 日本劇団協議会
- 日本三曲協会
- 日本児童青少年演劇協会
- 日本製鉄文化財団
- 日本舞台芸術振興会
- 日本舞踊協会
- 能楽協会
- 梅若会
- 文楽協会
- 宝生会
- 落語芸術協会
- 浪曲親友協会

#### 国立文化財機構
- 日本博物館協会

### 厚生労働省

#### 労働者健康安全機構
- かずさDNA研究所
- ボイラ・クレーン安全協会
- 医用原子力技術研究振興財団
- 医療研修推進財団
- 健康加齢医学振興財団
- 原子力安全技術センター
- 神奈川県医師会
- 全日本病院協会
- 鳥取県西部医師会
- 日本アイソトープ協会
- 日本リハビリテーション医学会
- 日本医師会
- 日本医療機能評価機構
- 日本化学療法学会
- 日本看護協会
- 日本診療放射線技師会
- 日本人間ドック学会
- 日本腎臓財団
- 日本整形外科学会
- 日本中毒情報センター
- 日本適合性認定協会
- 日本麻酔科学会
- 日本理学療法士協会
- 北九州市門司区医師会
- 臨床研修協議会

#### 高齢・障害・求職者雇用支援機構
- JKA
- キープ協会
- フィットネス２１事業団
- ボイラ・クレーン安全協会
- 結核予防会
- 国際人材育成機構
- 笹川平和財団
- 産業雇用安定センター
- 青年海外協力協会
- 大阪ＹＭＣＡ
- 東京オリンピック・パラリンピック競技大会組織委員会
- 東京観光財団
- 日本医師会
- 日本財団
- 日本障害者リハビリテーション協会
- 日本盲導犬協会

#### 福祉医療機構
- 日本監査役協会

#### 国立重度知的障害者総合施設のぞみの園
- 日本知的障害者福祉協会

#### 労働政策研究・研修機構
- NIRA総合研究開発機構

#### 国立病院機構
- がん集学的治療研究財団
- 日本リハビリテーション医学会
- 日本医学放射線学会
- 日本医師会
- 日本医療機能評価機構
- 日本化学療法学会
- 日本小児科学会
- 日本整形外科学会
- 日本臓器移植ネットワーク
- 日本対がん協会
- 日本中毒情報センター
- 日本超音波医会
- 日本皮膚科学会
- 日本放射線技術学会
- 日本麻酔科学会
- 日本臨床細胞学会
- 日本臨床腫瘍学会

#### 地域医療機能推進機構
- 全国老人保健施設協会
- 日本医師会
- 日本医療機能評価機構
- 日本産婦人科医会
- 日本歯科医師会
- 日本小児科学会
- 日本人間ドック学会
- 日本腎臓財団
- 日本臓器移植ネットワーク
- 日本中毒情報センター
- 日本訪問看護財団
- 日本麻酔科学会

#### 国立がん研究センター
- がん研究会
- 日本臨床腫瘍学会
- 日本小児科学会
- 今村総合病院
- 杏雲堂病院

#### 国立循環器病研究センター
- 日本適合性認定協会
- 日本臓器移植ネットワーク
- 日本医療機能評価機構
- 日本アイソトープ協会
- 田附興風会医学研究所北野病院
- 天理よろづ相談所病院
- 榊原記念財団附属榊原記念病院

#### 国立国際医療研究センター
- ＨＬＡ研究所
- かずさDNA研究所
- 医用原子力技術研究振興財団
- 全国助産師教育協議会
- 日本アイソトープ協会
- 日本医療機能評価機構
- 日本栄養・食糧学会
- 日本栄養士会
- 日本適合性認定協会
- 日本理学療法士協会

#### 国立成育医療研究センター
- 全国保育サービス協会
- 日本医療機能評価機構
- 日本骨髄バンク
- 日本臓器移植ネットワーク
- 日本中毒情報センタ－
- 日本適合性認定協会

#### 年金積立金管理運用
- 日本証券アナリスト協会
- 日本監査役協会

### 農林水産省

#### 農林水産消費安全技術センター
- 日本監査役協会

#### 家畜改良センター
- 中央畜産会
- 日本装削蹄協会

#### 農畜産業振興機構
- 中央畜産会
- 日本食肉格付協会
- 日本食肉市場卸売協会
- 日本食肉消費総合センター
- 配合飼料供給安定機構

#### 農業者年金基金
- 日本監査役協会

#### 農業・食品産業技術総合研究機構
- ボイラ・クレーン安全協会
- 高輝度光科学研究センター
- 精密工学会
- 日本監査役協会
- 日本広報協会
- 日本獣医学会
- 日本獣医師会
- 日本地すべり学会
- 日本畜産学会
- 日本適合性認定協会
- 日本動物用医薬品協会
- 日本農業法人協会
- 農学会
- 農業農村工学会
- 農林水産･食品産業技術振興協会

#### 森林研究・整備機構
- 日本木材加工技術協会
- 日本地球惑星科学連合
- つくば科学万博記念財団

#### 水産研究・教育機構
- 日本水産学会
- 日本マリンエンジニアリング学会
- 日本地球惑星科学連合

### 経済産業省

#### 情報処理推進機構
- 日本監査役協会

#### 日本貿易振興機構
- 海外子女教育振興財団
- 日本台湾交流協会

#### エネルギー・金属鉱物資源機構
- 海外子女教育振興財団
- 中東調査会
- 日本監査役協会

#### 新エネルギー・産業技術総合開発機構
- 応用物理学会
- 化学工学会
- 日本化学会
- 日本監査役協会
- 日本冷凍空調学会

#### 製品評価技術基盤機構
- 産業安全技術協会
- 腸内細菌学会
- 日本化学会
- 日本生物工学会
- 日本農芸化学会

#### 産業技術総合研究所
- 応用微生物学・分子細胞生物学研究奨励会
- 応用物理学会
- 化学工学会
- 計測自動制御学会
- 高分子学会
- 自動車技術会
- 新化学技術推進協会
- 精密工学会
- 石油学会
- 低温工学・超電導学会
- 電気化学会
- 土木学会
- 日本セラミックス協会
- 日本化学会
- 日本金属学会
- 日本顕微鏡学会
- 日本材料学会
- 日本水環境学会
- 日本生物工学会
- 日本地球惑星科学連合
- 日本地震学会
- 日本表面真空学会
- 日本分析化学会

#### 中小企業基盤整備機構
- 納税協会連合会

### 国土交通省
- 自賠責保険・共済紛争処理機構（金融庁も提携）

#### 土木研究所
- つくば科学万博記念財団
- 砂防学会
- 地盤工学会
- 土木学会
- 日本材料学会
- 日本雪氷学会
- 農業農村工学会

#### 建築研究所
- つくば科学万博記念財団

#### 海上・港湾・航空技術研究所
- 航空輸送技術研究センター
- 海洋生物環境研究所
- 日本船舶海洋工学会

#### 鉄道建設・運輸施設整備支援機構
- 土木学会
- 日本監査役協会
- 鉄道総合技術研究所

#### 水資源機構
- 土木学会
- 農業農村工学会
- 日本自然保護協会

#### 都市再生機構
- 日本監査役協会
- 全国市街地再開発協会

#### 日本高速道路保有・債務返済機構
- 日本監査役協会

#### 住宅金融支援機構
- 21世紀職業財団
- 日本経済研究センター
- 日本不動産学会
- 全国市街地再開発協会
- 日本複製権センター
- マンション管理センター

### 環境省

#### 環境再生保全機構
- 日本鳥類保護連盟
- 日本国際民間協力会
- 日本監査役協会
- 日本環境教育フォーラム
- 大阪自然環境保全協会
- 黒潮生物研究所
- 国際湖沼環境委員会
- 公害地域再生センター
- Save Earth Foundation

#### 国立環境研究所
- 環境科学会
- 大気環境学会
- 土木学会
- 日本気象学会
- 日本水環境学会
- 日本地球惑星科学連合